# Свети Георги (Каваклия)
„Свети Георги“ (на гръцки: Ιερός Ναός Αγίου Γεωργίου) е православна църква в сярското село Каваклия (Левконас), Егейска Македония, Гърция, енорийски храм на Сярската и Нигритска епархия на Вселенската патриаршия.

## История
Църквата е изградена в Горно Каваклия (Ано Левконас) през второто десетилетие на XX век. Сегашния си вид придобива в 1938 година. В архитектурно отношение е трикорабна базилика с купол, на която по-късно е добавен притвор. В 2006 година е изписана със стенописи.
Към енорията принадлежат и храмовете „Свети Георги“, „Свети Илия“ и „Свети Тодор“.